# Soetens Molen
Soetens Molen is een woonwijk in de Belgische stad Kortrijk, ten zuidoosten van de historische binnenstad. Ze ligt ten oosten van de wijken Sint-Elisabeth en de Drie Hofsteden. De wijk is met de rest van de stad verbonden via de voorstadslijnen 91, 92 en 93.

## Geschiedenis
Sinds 2008 wordt elk jaar op het eind van augustus een groots opgezet wijkfeest Soetens Fieste gehouden op Soetens molen.
De voetbalclub SV Kortrijk werd in 1925 gesticht op de wijk Soetens Molen onder de benaming Sportvereniging Soetens Molen. Ze speelden hun wedstrijden op een sterk hellend terrein gelegen naast de dreef naar het kasteel achter de wijk Kapel Ter Bede.